# Edouard Lescrauwaet
Edouard Lescrauwaet (1868-1907) fue un deportista belga que compitió en remo. Ganó ocho medallas en el Campeonato Europeo de Remo entre los años 1893 y 1897.

## Palmarés internacional
| Campeonato Europeo | Campeonato Europeo | Campeonato Europeo | Campeonato Europeo |
| Año                | Lugar              | Medalla            | Prueba             |
| ------------------ | ------------------ | ------------------ | ------------------ |
| 1893               | Orta (Italia)      | Medalla de oro     | Scull individual   |
| 1893               | Orta (Italia)      | Medalla de bronce  | Cuatro con timonel |
| 1894               | Mâcon (Francia)    | Medalla de oro     | Dos con timonel    |
| 1894               | Mâcon (Francia)    | Medalla de bronce  | Scull individual   |
| 1895               | Ostende (Bélgica)  | Medalla de plata   | Dos con timonel    |
| 1895               | Ostende (Bélgica)  | Medalla de plata   | Cuatro con timonel |
| 1897               | Pallanza (Italia)  | Medalla de oro     | Dos con timonel    |
| 1897               | Pallanza (Italia)  | Medalla de oro     | Ocho con timonel   |